# Гоенрайн
Гоенрайн (нім. Hohenrain) — громада  в Швейцарії в кантоні Люцерн, виборчий округ Гохдорф.

## Географія
Громада розташована на відстані близько 75 км на схід від Берна, 15 км на північ від Люцерна.
Гоенрайн має площу 23,2 км², з яких на 6,1% дозволяється будівництво (житлове та будівництво доріг), 74,4% використовуються в сільськогосподарських цілях, 19,1% зайнято лісами, 0,4% не є продуктивними (річки, льодовики або гори).

## Демографія
2019 року в громаді мешкало 2403 особи (+1,6% порівняно з 2010 роком), іноземців було 7,8%. Густота населення становила 103 осіб/км².
За віковим діапазоном населення розподілялося таким чином: 23,1% — особи молодші 20 років, 61,7% — особи у віці 20—64 років, 15,2% — особи у віці 65 років та старші. Було 905 помешкань (у середньому 2,6 особи в помешканні).
Із загальної кількості 1200 працюючих 332 було зайнятих в первинному секторі, 179 — в обробній промисловості, 689 — в галузі послуг.